# Deutsche Statistische Gesellschaft
Die Deutsche Statistische Gesellschaft (DStatG) ist eine wissenschaftliche Vereinigung in Deutschland.
Die Veranstaltungen der Gesellschaft, die Aktivitäten ihrer Ausschüsse und die Veröffentlichungen sind auf das Ziel gerichtet, die Statistik mit ihren verschiedenen Aufgabenfeldern – Methodenentwicklung, Datenerhebung, Datenaufbereitung und Datenanalyse – sowie deren wechselseitiges Zusammenwirken zu unterstützen. Die DStatG versteht sich damit zugleich als Bindeglied zwischen Produzenten und Nutzern von Statistiken. Außerdem ist sie darum bemüht, das Ansehen der Statistik in Politik und Öffentlichkeit zu fördern. Sie wurde 1911 gegründet.

## Aktivitäten und Ziele
Ziel der Deutschen Statistischen Gesellschaft ist die Förderung des wissenschaftlichen Fortschritts in der Entwicklung statistischer Methoden und ihrer Umsetzung in die Praxis. Die Deutsche Statistische Gesellschaft versteht sich als Bindeglied zwischen Produzenten und Nutzern von Daten und statistischen Methoden.
Die Gesellschaft veranstaltet wissenschaftliche Tagungen und Fortbildungsveranstaltungen. Sie publiziert zwei wissenschaftliche Zeitschriften und gibt weitere Publikationen heraus. Neben dem wissenschaftlichen Austausch gilt ihr besonderes Augenmerk der Ausbildung in Statistik und der Gestaltung der informationellen Infrastruktur. Sie nimmt zu grundsätzlichen und aktuellen, das Fachgebiet betreffenden Fragen Stellung und wirkt im Statistischen Beirat des Statistischen Bundesamtes mit. Durch Kontakte und spezielle Kooperationsvereinbarungen mit ausländischen statistischen Gesellschaften und dem International Statistical Institute fördert sie die internationale Zusammenarbeit. Die Deutsche Statistische Gesellschaft ist Gründungsmitglied der Deutschen Arbeitsgemeinschaft Statistik (DAGStat), in der weitere mit Statistik befasste Fachgesellschaften zusammenwirken. Im Rahmen der DAGStat beteiligt sie sich an deren großen gemeinsamen Tagungen, erstmals an der Tagung „Statistik unter einem Dach“ 2007 in Bielefeld. Die Gesellschaft ist außerdem Gründungsmitglied der Federation of European National Statistical Societies (FENStatS), die als Dachverband den Austausch zwischen Nationalen Statistik-Gesellschaften in Europa fördert.

## Regelmäßige Veranstaltungen
- Statistische Woche
- Nachwuchsworkshop
- Wiesbadener Wissenschaftliches Kolloquium
- DAGStat – Conference
- Pfingsttagung

## Publikationen
Das 1890 gegründete AStA – Allgemeines Statistisches Archiv umfasste das Tätigkeitsspektrum der Gesellschaft. Es publizierte Beiträge, die von reinen Forschungsartikeln bis zu Diskussionen über die gesellschaftlichen Auswirkungen der Statistik reichten.
Inzwischen haben sich all diese Bereiche der Statistik in einem solchen Ausmaße entwickelt, dass es schwierig, wenn nicht unmöglich ist, sie in einer einzigen Zeitschrift zu behandeln. Die Gesellschaft hat deshalb beschlossen, ab dem Jahre 2007 zwei Zeitschriften zu publizieren, AStA – Advances in Statistical Analysis und AStA – Wirtschafts- und Sozialstatistisches Archiv, welche gemeinsam die Tradition der ursprünglichen Zeitschrift fortführen werden. Während das Wirtschafts- und Sozialstatistische Archiv Themen aus der Wirtschafts- und Sozialstatistik sowie solche über die gesellschaftliche Bedeutung von Statistik behandelt, widmen sich die Advances in Statistical Analysis der Theorie und den Methoden der Statistik.
- AStA – Wirtschafts- und Sozialstatistisches Archiv[3]
- AStA – Advances in Statistical Analysis[4]

## Geschichte

### 1911–1925
Die Deutsche Statistische Gesellschaft wurde 1911 als eine Sektion der Deutschen Gesellschaft für Soziologie gegründet, die sich zuvor vom Verein für Socialpolitik gelöst hatte, in dem die namhaftesten deutschen Nationalökonomen, Soziologen und Statistiker vereinigt waren. Diese Vorgeschichte verweist darauf, dass die Deutsche Statistische Gesellschaft in ihren Anfängen ganz auf das Anwendungsfeld Wirtschaft und Gesellschaft ausgerichtet war.
Erster Vorsitzender war der Leiter des Königlichen Bayerischen Statistischen Landesamtes, Georg von Mayr, zugleich Ordinarius für Nationalökonomie, Finanzwissenschaft und Statistik an der Universität München. Publikationsorgane der Gesellschaft waren das von v. Mayr schon 1890 gegründete und heute noch bestehende „Allgemeine Statistische Archiv“ und das von 1914 bis 1944 herausgegebene „Deutsche Statistische Zentralblatt“. Als Forum für die Erörterung wissenschaftlicher und organisatorischer Fragen wurden Jahresversammlungen eingeführt. Seit 1928 sind sie Teil der in Zusammenarbeit mit dem Verband Deutscher Städtestatistiker veranstalteten „Statistischen Woche“.
Sehr früh widmete die Deutsche Statistische Gesellschaft dem statistischen Hochschulunterricht besondere Aufmerksamkeit. In den Jahresversammlungen wurden darüber hinaus vor allem bevölkerungsstatistische Themen behandelt, aber auch methodische, institutionelle, wirtschaftsstatistische und andere.

### 1925–1943
Nach dem Tode v. Mayrs wurde Friedrich Zahn, Präsident des Bayerischen Statistischen Landesamtes und Professor in München, 1925 sein Nachfolger und blieb es bis 1943. Zahn war ein fachlich renommierter, national wie international anerkannter Statistiker. Von 1931 bis 1936 war er zugleich Präsident und danach Ehrenpräsident des Internationalen Statistischen Instituts (ISI). In seiner Amtszeit erhöhte sich die Mitgliederzahl der Deutschen Statistischen Gesellschaft rasch von 160 auf 280, und das Feld der behandelten Themen erweiterte sich beträchtlich: konjunkturstatistische, betriebswirtschaftliche und erkenntnistheoretische Fragestellungen sowie ausgewählte Aspekte einer Volkszählung kamen hinzu. Auch Probleme der „repräsentativen Methode“ und des Verhältnisses von Statistik und Mathematik wurden aufgegriffen; jedoch wahrten die deutschen Statistiker dazu eine kritische Distanz. Vertreter der mathematisch-statistischen Theorie erlangten in dieser Zeit kaum Einfluss. Von der Deutschen Gesellschaft für Soziologie löste sich Deutsche Statistische Gesellschaft endgültig 1929.
Nach der Machtergreifung der Nationalsozialisten erfolgte die bedingungslose Gleichschaltung aller Vereine, soweit sie sich nicht selbst auflösten. Zahn stellte sich persönlich rückhaltlos auf den Boden der neuen Regierung und sah der Statistik neue Aufgaben zuwachsen, erklärte jedoch gleichzeitig, dass die freie wissenschaftliche Tätigkeit der einzelnen Mitglieder nicht beeinträchtigt werde. Bemerkenswert ist, dass zwischen 1933 und 1938 über ein Drittel der Mitglieder ausgetreten ist oder „gestrichen“ wurde, und der Verlust einschließlich der Gestorbenen durch den Eintritt neuer Mitglieder ausgeglichen worden ist.
Was die inhaltliche Ausrichtung in dieser Zeit anbelangt, so ist eine Anpassung an die Interessen der nationalsozialistischen Regierung augenfällig. Wirtschaftsplanung, Bevölkerungspolitik, Einführung der Wehrpflicht, Erb- und Rassenforschung gaben Anlass zu statistischen Untersuchungen. Sie sind jedoch keineswegs alle ideologisch geprägt, ein Teil davon aber in erschreckendem Maße. Daneben setzte sich die methodologische Forschung über die Statistik als Erkenntnismittel in den Sozialwissenschaften (Franz Žižek, Paul Flaskämper, Adolf Blind), Statistik und Induktion (Hans Peter), Mathematik und Statistik (Felix Burkhardt) fort. Ein durchgängiges Kennzeichen aller dieser Aktivitäten war aber die nahezu totale Abschottung gegenüber internationalen Entwicklungen.

### 1943–1960
Nach dem Rücktritt Zahns wurde sein langjähriger Stellvertreter Johannes Müller, seit den frühen 20er Jahren Präsident des Thüringischen Statistischen Landesamtes und Professor in Jena, bis zum Kriegsende sein Nachfolger.
Zum Wiederaufbau der staatlichen Ordnung und zur Unterstützung der wirtschaftlichen Entwicklung in Deutschland nach dem Zweiten Weltkrieg wurde die amtliche Statistik sehr früh wieder funktionsfähig etabliert. Abermals war es ein Präsident des Bayerischen Statistischen Landesamtes, der die Deutsche Statistische Gesellschaft neu belebte: Karl Wagner. Durch seine Initiative kam es 1948 zur Neugründung. Anknüpfend an die wirtschafts- und sozialstatistische Tradition der Gesellschaft strebte Wagner an, die internationale Isolierung zu überwinden, den Rückstand in der Forschung aufzuholen und auch die stärker mathematisch orientierte Statistik einzubeziehen. Besonders gefördert wurden Theorie, Technik und praktische Anwendung von Stichprobenverfahren. Ferner wurden Ausschüsse oder Arbeitskreise für „Stichprobenverfahren“, „Ausbildungsfragen“, die „Anwendung statistischer Methoden in der Industrie“ (mit zwei Unterausschüssen) und „Regionalstatistik“ gegründet. Ein Arbeitskreis für „Statistische Qualitätskontrolle“ hatte nur eine kurze Lebensdauer. Die Mitgliederzahl stieg nach der Neugründung auf über 400 an.
Im Themenkreis der Jahresversammlungen finden sich nun neben den traditionellen Gebieten (Hochschulunterricht, amtliche Statistik, volks- und betriebswirtschaftliche Statistik) auch Stichprobenverfahren und Volkswirtschaftliche Gesamtrechnungen. Umstritten waren daneben Fragen der statistischen Methodologie in den Sozialwissenschaften.

### 1960–1972
Als Wagner nach langer Krankheit 1960 nicht mehr kandidierte, wurde Gerhard Fürst, Präsident des Statistischen Bundesamtes, zum Vorsitzenden gewählt, und die Geschäftsstelle wurde nach Wiesbaden verlegt. Auch seine Amtszeit dauerte 12 Jahre. In der Ausschussarbeit gab es eine Reihe von Erweiterungen und Konsolidierungen. Außerdem führte Fürst jährliche Fortbildungskurse ein, von denen er während und nach seiner Amtszeit sechs Kurse selbst geleitet hat.
Auch Fürst verfolgte das Ziel, die Gesellschaft als einen Treffpunkt der Statistiker aller Richtungen zu erhalten. Dennoch war unvermeidbar, dass eine Persönlichkeit wie er, der den Aufbau der deutschen amtlichen Statistik nach dem Krieg und das System Volkswirtschaftlicher Gesamtrechnungen wesentlich mitgestaltet hatte, auch den Aktivitäten der Gesellschaft ihr Gepräge gab. Das äußerte sich in der Bevorzugung volks- und betriebswirtschaftlicher Themen bei den Jahresversammlungen, die inhaltlich weit gespannt und oft von grundsätzlicher Art waren. Dennoch gab es Bemühungen, der zunehmenden Zahl von Mitgliedern aus den Hochschulen, an denen damals immer mehr statistische Lehrstühle eingerichtet wurden, Rechnung zu tragen. So war z. B. die Jahresversammlung 1968 mathematisch-statistischen Methoden und deren Anwendungen gewidmet.

### 1972–2001
Mit der Wahl von Wolfgang Wetzel zum Vorsitzenden der Gesellschaft im Jahre 1972 erlangte diese – vor allem in den Hochschulen gepflegte – Ausrichtung der Statistik eine wachsende Bedeutung. Es ist Wetzels persönliches Verdienst, diese Erweiterung des Themenspektrums und eine entsprechende Veränderung der Mitgliederstruktur initiiert und durchgesetzt zu haben, ohne dabei die wissenschaftlichen und fachlichen Interessen der praktischen Statistik zu beschneiden. Neue Impulse gab Wetzel der Gesellschaft vor allem durch die Gründung eines „Ausschusses für Empirische Wirtschaftsforschung und Angewandte Ökonometrie“ und die Einführung der Pfingsttagungen, die bald zu einem Vortrags- und Diskussionsforum für die aus den Hochschulen kommenden Gesellschaftsmitglieder wurden. Die Jahrestagungen blieben hingegen wichtigen wirtschafts- und sozialstatistischen Themen gewidmet.
Mit Wetzel beginnt aber auch insofern eine neue Phase in der Gesellschaft, als von da an jeder Vorsitzende nach seiner vierjährigen Amtsperiode nicht erneut kandidiert hat, als Vorstandsmitglied aber meist nochmals zur Verfügung stand. Es waren Hildegard Bartels, Karl-August Schäffer, Heinz Grohmann, Siegfried Heiler, Joachim Frohn, 
Peter-Th. Wilrich, Reiner Stäglin. Dieser nun schon zur Norm gewordene regelmäßige Wechsel hat der Gesellschaft eine beachtliche Flexibilität in der Kontinuität gegeben. Die Mitgliederzahl stieg in dieser Zeit auf über 800 an.
Außer Hildegard Bartels, von 1972 bis 1979 Präsidentin des Statistischen Bundesamtes, waren oder sind sie alle Hochschullehrer, Reiner Stäglin zudem hauptberuflich in einem Wirtschaftsforschungsinstitut tätig. Das hat die Verankerung der statistischen Theorie und der Ökonometrie im Arbeitsfeld der Gesellschaft nachhaltig gefestigt. Die Themen der Jahrestagungen in dieser Zeit, die oftmals zugleich von großer gesellschaftlicher Bedeutung waren, belegen das deutlich. Die Pflege der theoretischen Statistik und der Ökonometrie erfolgt vorzugsweise in den dafür zuständigen Ausschüssen und auf den Pfingsttagungen.
In den beiden letzten Jahrzehnten gab es eine Reihe Innovationen und Aktivitäten. So wurden die Geschäftsstelle vom Statistischen Bundesamt an den Ort des jeweiligen Vorsitzenden verlegt und eine EDV-gestützte Verwaltung eingeführt. Zum ersten Mal wurde eine Informationsschrift der Gesellschaft bereitgestellt, die hier in 4. Auflage vorliegt. Neu gegründet wurden ein „Ausschuss für Technische Statistik“, der später zu einem solchen für „Statistik in Naturwissenschaft und Technik“ erweitert worden ist, und ein „Ausschuss für die Methodik Statistischer Erhebungen“, der thematisch Hochschulen und amtliche Statistik in besonderem Maße verbindet. Neu geschaffen wurde auch ein jährlicher Workshop für Nachwuchswissenschaftler mit hochrangigen Dozenten als Diskutanten. Seit 2000 ist die Deutsche Statistische Gesellschaft im Internet vertreten.
Weitere Aktivitäten waren eine „Resolution zur Volkszählung“ und ein „Memorandum zur Entwicklung des Faches Statistik an den Hochschulen in den neuen Bundesländern und Ostberlin“ sowie eine Integration der dort tätigen Statistiker in die Gesellschaft. Seit einigen Jahren nimmt die Deutsche Gesellschaft für Demographie an der Statistischen Woche teil, die die DStatG gemeinsam mit dem Verband Deutscher Städtestatistiker (VDSt) ausrichtet. Weiterentwickelt wurden ferner die Verbindungen zu ausländischen statistischen Gesellschaften; damit zusammenhängend fand 1994 die Statistische Woche in Wien statt. In vergangener Zeit war die Gesellschaft schließlich wesentlich daran beteiligt, das Internationale Statistische Institut zu veranlassen, seinen Weltkongress 2003 wieder in Deutschland, und zwar in Berlin, durchzuführen.

## Vorstandsvorsitzende
- seit 2024: Yarema Okhrin[5], Universität Augsburg
- 2020–2024: Ralf Münnich[6], Universität Trier
- 2016–2020: Wolfgang Schmid, Europa-Universität Viadrina, Frankfurt (Oder)
- 2012–2016: Wolfgang Schmid, Europa-Universität Viadrina, Frankfurt (Oder)
- 2008–2012: Willi Seidel, Helmut-Schmidt-Universität der Bundeswehr, Hamburg
- 2004–2008: Karl Mosler, Universität Köln
- 2000–2004: Rainer Stäglin[7], Deutsches Institut für Wirtschaftsforschung, Berlin
- 1996–2000: Peter-Theodor Wilrich, Freie Universität Berlin

## Ehrungen und Auszeichnungen
- Nachwuchs-Minisymposium
- Wolfgang-Wetzel-Preis
- Heinz-Grohmann-Vorlesung
- Gumbel-Vorlesung